# Rolf Kristian Larsen
Rolf Kristian Larsen, född 18 maj 1983 i Stavanger, är en norsk skådespelare. Han fick sitt stora genombrott med rollen som Jarle Klepp i filmen Mannen som älskade Yngve.

## Filmografi i urval
- 2006 – Fritt vilt
- 2006 – Fritt vilt II
- 2008 – De gales hus
- 2008 – Mannen som älskade Yngve
- 2008 – Max Manus
- 2010 – På jobb for en trygg hovedstad (kortfilm)
- 2011 – Jeg reiser alene
- 2012 – Kompani Orheim
- 2015 – Kampen om tungvattnet (TV-serie)
- 2016 – Kungens val
- 2016 – Lejonkvinnan